# Hueng
Hueng is een bestuurslaag in het regentschap Aceh Utara van de provincie Atjeh, Indonesië. Hueng telt 433 inwoners (volkstelling 2010).